# Christians Sogn (Sønderborg Kommune)
Christians Sogn ist eine Kirchspielsgemeinde (dän.: Sogn) in Sønderborg auf der Insel Als in Nordschleswig im südlichen Dänemark. Das Kirchspiel entstand 1957, als das Kirchspiel Sønderborg Sogn, das die gesamte Stadt umfasste, in Christians Sogn und Sankt Marie Sogn aufgeteilt wurde. Bis 1970 gehörte es zur Harde Sønder Als Herred im damaligen Aabenraa-Sønderborg Amt, danach zur Sønderborg Kommune in Sønderjyllands Amt, die im Zuge der Kommunalreform zum 1. Januar 2007 in der „neuen“  Sønderborg Kommune in der Region Syddanmark aufgegangen ist.
Von den 28.137 Einwohnern Sønderborgs leben 11.032 im Bereich des Kirchspiels Christians Sogn (Stand:1. Januar 2023).